# Тюресон
Тюресон  (швед. Tyresån) — мала річка у центральній Швеції, у лені Стокгольм. Впадає у Балтійське море, є головною річкою басейну № 62 за нумерацією Шведського інституту метеорології та гідрології. Площа басейну становить 251,5 км², середня річна витрата води — 2,05 м³/с, під час паводків — 9,2 м³/с.

## Географія
Басейн річки Тюресон охоплює повністю або частково території шести комун: Стокгольм, Гуддінге, Ганінге, Тиреше, Нака, Ботчирка. Значна частина території басейну — 47 % (48,9 %) — забудовна, 40 % (37,7 %) площі басейну займають ліси, території сільськогосподарського призначення займають 5 % (4 %) площі басейну. Басейн річки багатий озерами, система озер Тюресон (швед. Tyresåns sjösystem) налічує близько 30 озер, загальна площа поверхні яких становить 6 % площі басейну.
Басейн включає в себе частину національного парку Тюреста.